# 29772 Portocarrero
29772 Portocarrero este un asteroid din centura principală de asteroizi.

## Descriere
29772 Portocarrero este un asteroid din centura principală de asteroizi. A fost descoperit pe 10 februarie 1999 la Socorro, New Mexico, în cadrul proiectului LINEAR. Asteroidul prezintă o orbită caracterizată de o semiaxă mare de 2,74 ua, o excentricitate de 0,03 și o înclinație de 4,0° în raport cu ecliptica.